# Partido Regionalista del País Leonés
El Partido Regionalista del País Leonés (PREPAL) es un partido político español inscrito en el Registro del Ministerio del Interior el 18 de septiembre de 1980.
Promulga la autonomía compuesta por las tres provincias leonesas (Salamanca, Zamora y León).
Fue fundado por Francisco Iglesias Carreño, que lleva 45 años presentándose a convocatorias electorales, tanto municipales como autonómicas, nacionales y europeas, sin que nunca haya obtenido ningún cargo público electo.

## Algunos antecedentes
La creación del PREPAL se encuentra enmarcada en el proceso de recuperación de las sinergias de la "regionalidad leonesa" tri provincial histórica Región Reino Leonés, que comenzó, iniciática y procedimentalmente, en los albores del comienzo de la década de los años 70 (mucho antes incluso de la aprobación de la Constitución Española de 6-12-1978) y "con raíces regionales [según el profesor Iglesias Carreño (D. Francisco)] en el común regional español (de la Edad Contemporánea) y enlazadas en épocas pretéritas (de la Edad Moderna y Edad Media de la Corona Leonesa y su precedente la Corona Asturiana, así como de hechos y situaciones arcanas (de la Edad Antigua y de la Prehistoria) -..- ya publicado por FIC -..-.
Es precedida por la aparición del Movimiento Leonesista M.L. {GRES; CCZZ; GAL},-..- Grupo Regionalista Salmantino, Ciudadanos Zamoranos y Grupo Autonómico Leonés -..-, que abogaba porque las tres provincias leonesas Salamanca, Zamora y [provincia de León|León]], que conformaban agrupadas la "regionalidad leonesa" Región Reino Leonés (ya vigente desde la división provincial de 1833), tuvieran toda la plenitud, legal y jurídica, "e igualdad regional equiparable y constatable con el resto del teselar bloque regional español", en todos y cada uno de sus derechos integrales (sociales, culturales, económicos y políticos), desde la categorización humana y constitucional de los mismos. {En versión del líder leonesista ciudadano Iglesias Carreño (D. Francisco)}.
El PREPAL, no se involucró en ningún tipo de actividad, de ningún tipo, que desnaturalizara el ser y estar de la tri provincial "regionalidad leonesa" Región Reino Leonés, siguiendo, en todo momento,lugar y ocasión, de forna veraz, la línea primigenia marcada por el Movimiento Leonesista M.L.

## Del Movimiento Leonesista M.L.
La primera asociación leonesista, el Grupo Autonómico Leonés GAL, apareció en el verano de 1977 promovida por dos militantes comunistas, descontentos con la decisión del PCE de apoyar la integración de la provincia de León en la nueva autonomía.
El GAL se presentó oficialmente el 15 de octubre de 1977, pero no pudo registrarse oficialmente como asociación hasta diciembre de 1980. Sus objetivos fundamentales eran el fomento y difusión de la conciencia leonesista y la constitución de un estatuto de autonomía para la provincia de León.
La asociación, llevó a redactar en 1978 un estatuto de autonomía para la región leonesa (que no obstante no hacía referencia a las provincias que la compondrían), de carácter comarcalista.
El fin del estatuto sería «Garantizar el derecho del pueblo de las Comarcas de la Región Leonesa a su autogobierno».
El Grupo_Autonómico_Leonés GAL era una asociación cultural que, al haberse acogido a la ley de asociaciones de 1964, no podía tener carácter político. 
Consecuentemente se definía como apolítica y que permitía que sus miembros militasen en cualquier partido político, si bien había predominio de militantes de izquierda.
El grupo que mayor relación tuvo con el Grupo_Autonómico_Leonés GAL durante estos primeros años de reivindicación leonesista fue Ciudadanos Zamoranos CC.ZZ., una asociación dirigida por el físico zamorano Francisco Iglesias Carreño, con actividad desde mediados de 1975, si bien no fue legalizada hasta el 24 de noviembre de 1978.
CCZZ propugnaba la creación de una región leonesa compuesta por las tres provincias leonesas: Salamanca Zamora y León, con las comarcas como unidades territoriales básicas.
Junto con un Grupo Regionalista Salmantino,  Grupo Regionalista Salmantino GRES, CC.ZZ. y GAL formaron «la columna vertebral del Movimiento Leonesista M.L. (un primer leonesismo compartido. dispuesto a resucitar la Región del Reino Leonés y/o regionalidad leonesa»
Las acciones del M.L. repercutieron ampliamente, de forma progresiva,   por su difusión en los medios de comunicación (del "todo SaZaLe'41"), además de por la difusión de propaganda masiva efectuada en las tres provincias leonesas.
El 21 de mayo de 1978 el Grupo Autonómico Leonés GAL, Grupo Regionalista Salmantino GRES y Ciudadanos Zamoranos CC.ZZ., formaron, en la población leonesa de Villalpando (en la provincia de Zamora), el Consejo General de las Comarcas de la Región LeonesaCGCCRL, con sede en Zamora y un propósito fundamentalmente activo en aras de la plenitud, a todos los niveles, de la triprovincial Región Reino Leonés o regionalidad leonesa.
Durante la campaña de las elecciones generales, celebradas en junio de 1977, apenas se hizo ninguna mención a la participación leonesa en la autonomía. Fue el presidente de la Diputación Provincial de León, Emiliano Alonso Sánchez, una autoridad procedente del franquismo, quien abrió el debate de la cuestión regionalista en la provincia leonesa. Según este, León «posee todas las condiciones necesarias para actuar con rango de protagonista, sin subordinaciones, en los planteamientos de la regionalización». A finales de 1977, los representantes de la provincia de León en la Asamblea de Parlamentarios de Castilla y León mostraron sus reticencias a la integración de la provincia en la futura autonomía.

## Fundación del PREPAL
Al considerar un sector del regionalismo leonés 
[donde el leonesismo es común a cada ciudadano regional leonés, en la acepción del Movimiento Leonesista ML y, en su seguimiento, del PREPAL], que la acción política era la más conveniente para conseguir los fines propuestos, un grupo de ciudadanos regionales leoneses [ por ende leonesistas como el resto], encabezado por Francisco Iglesias Carreño –.- máximo dirigente de la asociación Ciudadanos Zamoranos CC. ZZ., y de Zamoranos por Zamora ZZxZ–.-, creó el primer partido político de carácter fundamentalmente regionalista leonés [conformado por ciudadanos regionales leoneses donde todos son leonesistas]: el Partido Regionalista del País Leonés (PREPAL). 
Su inscripción en el Registro de Partidos Políticos del Ministerio del Interior, después de cinco meses de espera, tuvo lugar el 18 de septiembre de 1980.
La presentación del partido fue en primer lugar en Zamora (en el Complejo Hostelero de "La Lamedilla"), donde intervinieron Fernando Bahamonde, Adriano de Paz y Francisco Iglesias Carreño, posteriormente hizo su presentación en la ciudad de León, se llevó a cabo el 3 de enero de 1981, donde intervinieron Leonardo Lobato, Juan Garzo, Jaime Andrés Rodríguez, Adriano de Paz y Francisco Iglesias Carreño. 
Sus máximos dirigentes eran Francisco Iglesias (secretario general) y Adriano de Paz (vicesecretario general). 
Perseguían la creación, desde el literal seguimiento de la Constitución Española (del 6-12-1978) de la comunidad autónoma Región Reino Leonés (en el espacio de la histórica regionalidad leonesa, también denominada, desde la Edad Contemporánea, como Reino de León o Región Leonesa), formada por las tres provincias leonesas: Salamanca, Zamora y León.
Desde ese mismo momento, las fraternales relaciones entre el Movimiento Leonesista ML. {GRES; CC.ZZ.; GAL} y el PREPAL se articularon desde la umbralidad del primero y la exteriorización del segundo. Miembros del ML participaban como candidatos en las listas electorales del PREPAL.
El PREPAL, en todo momento, fue percibido siempre como la manifestación política y brazo actor del Movimiento Leonesista ML.{GRES; CC.ZZ.; GAL]}. 
Ambas organizaciones, ML y PREPAL, han permanecido como expresión de la acción pública de los ciudadanos regionales leoneses alejadas del profesionalidad política y sustentándose por sus propios medios sin adquirir en ningún momento condicionamientos bancarios.

## Manifiesto Leonesista
El 16 de diciembre de 1980, Francisco Iglesias Carreño pública el "Manifiesto Leonesista".

## Actividad del PREPAL
El Partido Regionalista del País Leonés PREPAL, desde la umbralidad colaborativa con el Movimiento Leonesista ML. {GRES; CC.ZZ.; GAL}, ha auspiciado varias manifestaciones públicas, siempre con carácter abierto, en pro la comunidad autónoma Región Reino Leonés, tales como las celebradas en la ciudad de León, donde se refieren: del 12-4-1980 (con 18 000 asistentes) -.- que indicio para la creación, a posteriori de la misma en la ciudad de Toro, del propio PREPAL -.-, del 29-1-1983 (con 30 000 asistentes) y la manifestación del 4-5-1984 (con 120 000 asistentes).

## Estatuto de comunidad autónoma de la Regionalidad Leonesa
La XXVIII Asamblea General del Partido Regionalista del País Leonés PREPAL, celebrada en Zamora, ha aprobado, el día 28-1-2022, en el seguimiento del texto de la Constitución Española de 6-12-1978, el Anteproyecto del Estatuto Comunidad Autónoma Región Reino Leonés.

En tal documento, se expone la directriz de toda la regionalidad leonesa, en pos del cumplimiento del texto de la Constitución Española, por mero seguimiento aplicativo, con la promulgación de su correspondiente Estatuto de comunidad autónoma para la triprovincial Regionalidad Leonesa [38.491 km(2)] por las Cortes Españolas.
El PREPAL auspicia, en recientes manifestaciones, para que un Proyecto de Estatuto de comunidad autónoma para la Regionalidad Leonesa [38.491 km(2)] sea presentado por el Gobierno del Reino de España, con la tutelación de la Corona Española, ante las Cortes Españolas, y tras la correspondiente tramitación en el Congreso de los Diputados y en el Senado, sea aprobado por las Cortes Españolas y, con la correspondiente signación oficializada, sea publicado en el BOE.

## Día de Viriato
Todos los días "12 de enero" el PREPAL colabora con Ciudadanos Zamoranos CC.ZZ.del Movimiento Leonesista M.L.{GRES;CC.ZZ.;GAL} y Zamoranos por Zamora ZZxZ, en la celebración del "Día de Viriato", con la realización de diversos actos (florales, literarios y gastronómicos), que postulan el ensalzamiento del mítico héroe lusitano que fue Viriato y su raigambre en esta parte de la península ibérica que formó parte de la Lusitania, con su tradicional nacimiento en Torrefrades de Sayago.Propiciando las preceptivas visitas, ante la estatua de Viriato, ubicada en una significante plaza del casco de la Zamora histórica y el ensalzamiento de La Seña Bermeja.

## Fiesta de las Comarcas del País Leonés
Cada tercer domingo de mayo, Ciudadanos Zamoranos CC.ZZ. en representación del Movimiento Leonesista M.L., organiza la Fiesta de las Comarcas del País Leonés en el bosque de Valorio (bosque próximo a la ciudad leonesa de Zamora), desde la primera convocatoria, en el año 1976.
La edición primigenia, que fue prohibida por el Gobierno Civil de Zamora (del Gobierno del Reino de España liderado por la UCD), en su primera combocatoria, del mes de mayo, no fue obstáculo, celebrandose, en la segunda convocatoria, en el mes de junio. 
En esa convocatoria celebrada de Valorio, se enarbolo por primera vez, por el Movimiento Leonesista M.L. {GRES;CC.ZZ.;GAL}, la bandera de la Regionalidad Leonesa.
Tanto Zamoranos por Zamora ZZxZ como el Partido Regionalista el País Leonés PREPAL, colaboran igualmente, desde su fundación, en tal evento.[cita requerida].

## Día de Vellido Dolfos y de La Lealtad Leonesa
Todos los días "7 de octubre", el PREPAL colabora con Ciudadanos Zamoranos CC.ZZ., del Movimiento Leonesista M.L.{GRES;CC.ZZ.;GAL} y Zamoranos por Zamora ZZxZ, en la celebración del "Día de Vellido Dolfos y de La Lealtad Leonesa", con la realización de diversos actos: Ofrenda floral, cena en Los Pelambres-.- con intervenciones literarias, donde actúa de mantenedor Francisco Iglesias Carreño -.-, que tratan de ensalzar al mítico héroe de la Corona Leonesa que fue Vellido Dolfos y la alta trascendencia de todo los episodios sobre El Cerco de Zamora para la prevalencia del "Hecho Integral Leonés",el hermanamiento de las cuatro constitucionales regiones históricas -.- Extremadura;Reino Leonés;Galicia;Asturias-.- y la siempre fraternidad con Portugal.

## Resultados electorales
El PREPAL es un partido político no bancario, en seguimiento de la postura auspiciada por el Movimiento Leonesista M.L.. Participó por primera vez en unos comicios en las elecciones generales de 1982, consiguiendo 3234 votos (0,21 %). Al año siguiente, en las elecciones autonómicas de 1983, concurrió en coalición con el Bloque Agrario Ruralista BAE, obteniendo 33 932 votos (2,5 %).
En las elecciones generales de 1986 obtuvo 2449 votos (0,01 %). Al año siguiente, en las elecciones autonómicas de 1987, obtuvo 4090 votos (0,29 %). En las elecciones locales de ese mismo año cayó hasta los 1319 votos (0,09 %), consiguiendo nueve regidores, y no se presentó a las europeas del mismo año ni a las de 1989. En las elecciones generales de 1989 obtuvo 2962 votos (0,2 %).
En las elecciones generales de 2008 se presentó en las provincias de León, Zamora, Salamanca y Madrid. Obtuvo en total 1278 votos. Su mejor resultado fue en Zamora, donde obtuvo 491 votos (0,37 %). Un año más tarde, en las elecciones europeas de 2009, el PREPAL presentó de nuevo candidatura, consiguiendo 4767 votos (0,03 % de los votos a candidaturas). En su área de actuación obtuvo 831 votos en León (0,39 % de los votos a candidaturas en la provincia), 606 en Salamanca (0,39 %) y 599 en Zamora (0,69 %).
En las elecciones autonómicas de 2011, el PREPAL consiguió 1965 votos (812 en León, 628 en Salamanca y 525 en Zamora), sin obtener procuradores. Posteriormente, en las elecciones generales de 2011, los cabezas de lista del PREPAL al Senado obtuvieron 3900 votos (1869 en León, 1149 en Salamanca y 882 en Zamora), mientras que en las elecciones europeas de 2014, la lista del PREPAL obtuvo 6759 votos en el conjunto de España.
| Resultados de los cabezas de lista del PREPAL en las elecciones al Senado | Resultados de los cabezas de lista del PREPAL en las elecciones al Senado | Resultados de los cabezas de lista del PREPAL en las elecciones al Senado | Resultados de los cabezas de lista del PREPAL en las elecciones al Senado | Resultados de los cabezas de lista del PREPAL en las elecciones al Senado | Resultados de los cabezas de lista del PREPAL en las elecciones al Senado | Resultados de los cabezas de lista del PREPAL en las elecciones al Senado | Resultados de los cabezas de lista del PREPAL en las elecciones al Senado | Resultados de los cabezas de lista del PREPAL en las elecciones al Senado | Resultados de los cabezas de lista del PREPAL en las elecciones al Senado | Resultados de los cabezas de lista del PREPAL en las elecciones al Senado |
| ------------------------------------------------------------------------- | ------------------------------------------------------------------------- | ------------------------------------------------------------------------- | ------------------------------------------------------------------------- | ------------------------------------------------------------------------- | ------------------------------------------------------------------------- | ------------------------------------------------------------------------- | ------------------------------------------------------------------------- | ------------------------------------------------------------------------- | ------------------------------------------------------------------------- | ------------------------------------------------------------------------- |
| Circunscripción                                                           | 2004                                                                      | 2004                                                                      | 2008                                                                      | 2008                                                                      | 2011                                                                      | 2011                                                                      | 2015                                                                      | 2015                                                                      | 2016                                                                      | 2016                                                                      |
| Circunscripción                                                           | Votos                                                                     | %                                                                         | Votos                                                                     | %                                                                         | Votos                                                                     | %                                                                         | Votos                                                                     | %                                                                         | Votos                                                                     | %                                                                         |
| León                                                                      | 438                                                                       | 0,13                                                                      | 450                                                                       | 0,14                                                                      | 1869                                                                      | 0,65                                                                      | 3015                                                                      | 1,06                                                                      | 1791                                                                      | 0,65                                                                      |
| Zamora                                                                    | 1066                                                                      | 0,81                                                                      | 829                                                                       | 0,63                                                                      | 882                                                                       | 0,76                                                                      | 781                                                                       | 0,72                                                                      | 450                                                                       | 0,42                                                                      |
| Salamanca                                                                 | 1155                                                                      | 0,50                                                                      | 742                                                                       | 0,32                                                                      | 1149                                                                      | 0,54                                                                      | 644                                                                       | 0,32                                                                      | 584                                                                       | 0,30                                                                      |
| Total                                                                     | 2659                                                                      | 0,38                                                                      | 2021                                                                      | 0,29                                                                      | 3900                                                                      | 0,64                                                                      | 4440                                                                      | 0,75                                                                      | 2825                                                                      | 0,49                                                                      |

### Municipales
En las elecciones municipales de 2023 el PREPAL presentó varias candidaturas en las elecciones municipales, no obteniendo ningún acta de concejal. Sus resultados por provincia en estas elecciones fueron los siguientes:
| Provincia | Votos | %     | Concejales |
| --------- | ----- | ----- | ---------- |
| León      | 190   | 0,08% | 0/1631     |
| Zamora    | 86    | 0,09% | 0/1449     |
| Salamanca | 230   | 0,13% | 0/2036     |

## Nota
1. ↑  Número de concejales obtenidos en las elecciones municipales de 2023[1] sobre el total de ediles de las provincias de León, Salamanca y Zamora.